# NGC 7287A
NGC 7287A (другие обозначения — PGC 68960, ESO 602-20A) — линзообразная галактика (SB0) в созвездии Водолей.
Этот объект не входит в число перечисленных в оригинальной редакции «Нового общего каталога» и был добавлен позднее.